# Drago d'oro (Dungeons & Dragons)
Nel gioco di ruolo Dungeons & Dragons, il drago d'oro è un mostro appartenente alla famiglia dei draghi metallici e al sottotipo Fuoco.
Il drago d'oro è tra le razze draconiche più potenti, e sempre di allineamento Legale Buono. È dotato di grandi poteri, tra i quali la facoltà di parlare con gli animali. Sono creature splendide, volando nel cielo rilasciano una strana polvere dorata. I draghi d'oro sono in grado di mutare il tempo, e di far rinascere persone o piante morte. Interagiscono pacificamente con tutte le altre razze draconiche, tranne quelle di allineamento malvagio. Cercano continuamente di interporsi tra le numerose guerre, per cercare di placare gli animi ribollenti degli uomini.
La loro voce è assolutamente imponente ed autoritaria. Questa razza non è molto diffusa, dato che fa parte dei draghi più rari e maestosi.